# Équipes mixtes de CNO aux Jeux olympiques de la jeunesse d'hiver de 2012
Des équipes composées d'athlètes représentant différents Comités nationaux olympiques (CNO), appelées équipes mixtes de CNO ont participé aux Jeux olympiques de la jeunesse d'hiver de 2012. Ces équipes ont participé à des épreuves entièrement composées d'équipes mixtes de CNO. Quand une de ces équipes remporte une médaille, le  drapeau olympique est élevé au lieu d'un drapeau national et quand une équipe mixte de CNO remporte une médaille d'or, l'hymne olympique est jouée au lieu d'un hymne national.

## Contexte
Le concept d'équipes mixtes de CNO a été introduit lors des Jeux olympiques de la jeunesse d'été de 2010, dans lesquels les athlètes de différentes nations participaient dans la même équipe, parfois en représentant leur continent. Ceci est en contraste avec l'équipe mixte (Code CIO : ZZX) trouvée dans d'anciennes éditions des Jeux olympiques.

## Tableau des médailles
Le tableau des médailles ci-dessous répertorie toutes les nations qui ont des athlètes ayant remporté une médaille en participant à une équipe mixte de CNO. S'il y a plus d'un athlète de la même nation dans une équipe qui a remporté une médaille, alors seulement une médaille de cette couleur est créditée. Par exemple, dans ce tableau des médailles, la Chine est créditée avec une seule médaille d'or au lieu de deux pour leur participation dans l'équipe médaillée d'or en patinage de vitesse sur piste courte.
Un total de 15 comités nationaux olympiques, dont le pays hôte l'Autriche, avaient au moins un athlète dans une équipe mixte de CNO qui a remporté une médaille.

## Résultats

### Curling
| Jeux                               | Or                                             | Argent                                | Bronze                                    |
| ---------------------------------- | ---------------------------------------------- | ------------------------------------- | ----------------------------------------- |
| Doubles mixtes résultats détaillés | Michael Brunner (SUI) Nicole Muskatewitz (GER) | Martin Sesaker (NOR) Kim Eun-bi (KOR) | Korey Dropkin (USA) Marina Verenich (RUS) |

### Patinage artistique
| Discipline                                                 | Or                                                                         | Argent                                                                             | Bronze                                                                          |
| ---------------------------------------------------------- | -------------------------------------------------------------------------- | ---------------------------------------------------------------------------------- | ------------------------------------------------------------------------------- |
| Compétition par équipes mixtes par CNO résultats détaillés | Shoma Uno (JPN) Jordan Bauth (USA) Eugenia Tkachenka / Yuri Gulitski (BLR) | Yaroslav Paniot (UKR) Eveliina Viljanen (FIN) Maria Simonova / Dmitri Dragun (RUS) | Alexander Lyan (KAZ) Park So-youn (KOR) Estelle Elizabeth / Romain Le Gac (FRA) |

### Patinage de vitesse sur piste courte
| Épreuve                                  | Or                                                                      | Or             | Argent                                                                       | Argent         | Bronze                                                                                | Bronze         |
| ---------------------------------------- | ----------------------------------------------------------------------- | -------------- | ---------------------------------------------------------------------------- | -------------- | ------------------------------------------------------------------------------------- | -------------- |
| Relais mixte par CNO résultats détaillés | Park Jung-hyun (KOR) Lu Xiucheng (CHN) Xu Aili (CHN) Jack Burrows (GBR) | 4 min 21 s 713 | Qu Chunyu (CHN) Xu Hongzhi (CHN) Mariya Dolgopolova (UKR) Aydin Djemal (GBR) | 4 min 24 s 665 | Shim Suk-hee (KOR) Yoann Martinez (FRA) Melanie Brantner (AUT) Denis Aïrapetian (RUS) | 4 min 26 s 352 |